# Léa Curinier
Léa Curinier (Valence, 21 aprile 2001) è una ciclista su strada e ciclocrossista francese che corre per il team FDJ-Suez. È attiva a livello Elite UCI dal 2020.

## Palmarès

### Strada
- 2019 (Juniores)

Campionati francesi, Prova a cronometro Junior

#### Altri successi
- 2023 (Team DSM)

Classifica giovani Baloise Ladies Tour

### Cross
- 2021-2022

Cyclo-cross de La Grandville, (La Grandville)

## Piazzamenti

### Grandi Giri
- Giro d'Italia

2021: 36ª
- Tour de France

2023: 37ª
2024: 19ª
- Vuelta a España

2023: 45ª

### Competizioni mondiali
- Campionati mondiali su strada

Innsbruck 2018 - In linea Junior: 21ª
Yorkshire 2019 - Cronometro Junior: 14ª
Yorkshire 2019 - In linea Junior: 8ª
Glasgow 2023 - In linea Under-23: 15ª
Glasgow 2023 - In linea Elite: 73ª
Zurigo 2024 - In linea Elite: ritirata
- Campionati del mondo di ciclocross

Bogense 2019 - Under-23: 23ª
Dübendorf 2020 - Under-23: 13ª

### Competizioni continentali
- Campionati europei su strada

Zlín 2018 - In linea Junior: 22ª
Alkmaar 2019 - In linea Junior: 22ª
Trento 2021 - In linea Under-23: 21ª
Drenthe 2023 - In linea Under-23: ritirata
- Campionati europei di ciclocross

Rosmalen 2018 - Under-23: 27ª